# ARFIP1
ARFIP1‏ (ADP ribosylation factor interacting protein 1) هوَ بروتين يُشَفر بواسطة جين ARFIP1 في الإنسان.